# Leo Van Hoorick
Leo van Hoorick (Zele, 10 augustus 1887 – Ukkel, 23 maart 1965) was een Vlaams journalist, uitgever, boekhandelaar en pionier van Nederlandstalige vakbladen en technische uitgaven in Vlaanderen. Hij speelde een belangrijke rol in het Vlaamse verenigingsleven in Brussel en droeg bij aan de opbloei van de Vlaamse cultuur en uitgeverij, met name in de naoorlogse periode.

## Biografie
Leo van Hoorick volgde middelbaar onderwijs in Gent en studeerde aan de regimentsschool in Philippeville. Na een korte loopbaan als ambtenaar begon hij vlak voor de Eerste Wereldoorlog als parlementair redacteur voor De Vlaamsche Gazet van Brussel en Het Laatste Nieuws. In 1922 verliet hij de redactie en richtte zijn eigen onderneming op.
In 1930 startte hij een drukkerij en boekhandel onder de naam Simon Stevin. In 1920 lanceerde hij Kroniek der Bouwnijverheid (later De Bouwkroniek), een toonaangevend vakblad voor de bouwsector in Vlaanderen. In 1926 volgde het blad Houthandel en -nijverheid. Tijdens de Tweede Wereldoorlog diende hij als officier.

## Culturele en maatschappelijke bijdragen
Van Hoorick was een sleutelfiguur in de Vlaamse gemeenschap en verenigingsleven in Brussel. Zijn engagement kwam tot uiting in diverse initiatieven en rollen:
- Secretaris van het Brussels propagandacomité voor de vernederlandsing van de Gentse universiteit.
- Secretaris van het Liberaal Vlaams Verbond.
- Medestichter van de Brusselse afdeling van het Vlaams Economisch Verbond.
- Voorzitter van de Vlaamse Club voor Kunsten, Wetenschappen en Letteren te Brussel (1954-1964).
- Oprichter van De Brusselse Post (1950), een maandblad dat hij met eigen middelen financierde.
- Medestichter van de Vereniging ter Bevordering van het Vlaamse Boekwezen.
- Ondervoorzitter van het Vlaams Komitee voor Brussel.
- Medeoprichter van het Brussels Tehuis (1952), samen met Jozef Clottens.

Hij was ook lid van de Kultuurraad voor Vlaanderen en zette zich in voor de Vlaamse uitgeverij en het Vlaamse gezelschapsleven in de moeilijke naoorlogse context van Brussel.